# Sign～法醫學者 柚木貴志的事件～
Sign～法醫學者 柚木貴志的事件～（ 日语： サイン―法医学者 柚木貴志の事件―）是2019年7月11日起於朝日電視台播出的電視劇，由大森南朋、松雪泰子、飯豐萬理江、高杉真宙、佐津川愛美等人主演，翻拍自韓國SBS電視台《sign》電視劇，劇情主要描述以由日本厚生勞動省及警察廳共管的「日本法醫學研究院」為舞台，真實呈現犯罪調查過程和法醫們的調查細節，根據屍體上留下來的蛛絲馬跡破解各種疑案的醫學搜查電視劇。

## 演員列表

### 主要人物
| 角色     | 演員       | 介紹 | 香港配音 |
| 柚木貴志 | 大森南朋   | 日本法醫學研究院法醫。 當年其父親的自殺案件，因為日本法醫學研究院兵藤邦昭院長的剖檢而得以找出非自殺的線索而得以翻案。第一集因政治因素而被迫調至埼玉中央医科大学奥玉分室。                                                                                               | 何偉誠   |
| 中園景   | 飯豐萬理江 | 日本法醫學研究院新進法醫。為了成為柚木貴志的徒弟，而自願申請至埼玉中央医科大学奥玉分室擔任法醫。 | 何凱怡   |
| 春日美晴 | 佐津川愛美 | 日本法醫學研究院毒物研究員。 | 陳雪瑩   |
| 和泉千聖 | 松雪泰子   | 警視廳搜查一課管理官。 | 陳子瑩   |
| 伊達明義 | 仲村亨     | 在國立大學任教的法醫學教授，與柚木貴志針鋒相對。 第一集鬥倒原本日本法醫學研究院的兵藤邦昭院長，而升任為日本法醫學研究院院長。實際上是兵藤邦昭當年的學生，但不認同兵藤邦昭想用認真打拼來守護法醫研究院的路線；而想藉由獲得更大權力或與其他人利益交換，來守護法醫研究院。 | 伍博民   |

### 日本法醫學研究院
| 角色       | 演員       | 介紹 | 香港配音 |
| 兵藤邦昭   | 西田敏行   | 日本法醫學研究院院長。第一集因為政治因素而被迫下台。 第四集柚木貴志去拜訪，卻意外發現25年前自己父親相關的事故。卻最終受伊達明義鼓吹而自殺而亡。                      | 陳力航   |
| 四方田隼斗 | 小久保壽人 | 法醫助手。 | 郭俊廷   |
| 松澤大輝   | 吉田烏龍太 | 法醫助手。 | 陳漢祺   |
| 橘祐輔     | 淵上泰史   | 與伊達明義同一國立大學的法醫學副教授。 伊達明義接任日本法醫學研究院院長後讓其成為副院長。 後來在伊達指示下協助隱蔽槍擊事件真相偽造解剖報告，真相揭發後被究責而辭職。 | 黃尉斯   |

### 警視廳搜查一課
| 角色       | 演員     | 介紹                   | 香港配音 |
| 下山益男   | 利重剛   | 課長；和泉千聖的上級。 | 楊智聰   |
| 高橋紀理人 | 高杉真宙 | 警部補。               | 簡懷甄   |

### 第一集[註 2]
| 角色           | 演員           | 介紹 | 香港配音 |
| 北見永士       | 橫山涼         | 男子偶像團體中的人氣歌手，在某次演唱會安可前在後台稍事休息時突然暴斃。 | 陳漢祺   |
| 宮島清花       | 柳美稀         | 北見永士的化妝師。 向警察自首是自己在瓶裝水中加入氰化鉀毒殺北見永士，但柚木貴志檢測出水中的氰化鉀濃度不足以毒死人。 最終警方仍將宮島清花當成犯人，目前正在琦玉監獄坐牢中。 | 植婉雯   |
| 會田幹彥       | 豬野學         | 北見永士的經紀公司董事長。第八集時發現其屍體。 | 劉達斌   |
| COLOR CREATION | COLOR CREATION | 與北見永士一同組成六人男子偶像團體。 |          |

### 第二集
| 角色     | 演員     | 介紹                                 | 香港配音 |
| 須賀原学 | 柾木玲弥 | 住在埼玉縣的計程車司機。             | 劉達斌   |
| 牧原良江 | 山野海   | 埼玉中央医科大学奥玉分室的法醫助手。 | 馮詠恩   |
| 持田     | 原金太郎 | 埼玉縣刑警。                         | 郭俊廷   |
| 野村一寿 | 石田圭祐 | 厚生勞動省副部長。                   | 黃尉斯   |
| 井上真理 | 水嶋ミナ | 須賀原學的高中及大學同學。           | N/A      |

### 第三集
| 角色       | 演員     | 介紹 | 香港配音 |
| 島崎藤一郎 | 小木茂光 | 國會議員，自由民政党副総裁。同時也是下任日本總理呼聲最高的候選人。                                                                                        | 杨智聪   |
| 入江浩二   | 山崎一   | 警視廳組織犯罪對策第四課課長，階級是警視正。 | 刘达斌   |
| 本郷正治   | 土屋佑壱 | 警視廳組織犯罪對策第四課刑警，階級是警部。千聖的同期。 出入黑社會《龍厳会》的私人賭場賭博，同時也洩漏警方搜查情報給《龍厳会》。                           | 陈力航   |
| 黒川時雄   | 内村遥   | 警視廳組織犯罪對策第四課刑警，階級是警部補。 為本案的真凶，先前在藏北警署服務，並出入黑社會《龍厳会》的私人賭場賭博，同時也洩漏警方搜查情報給《龍厳会》。 | 黄尉斯   |
| 千葉雄一   | 諫早幸作 | 黑社會《龍厳会》 的成員。 某日在撞球店被殺害，子彈貫穿雙眉中間。                                                                                          |          |
| 伊沢明夫   | 高尾悠希 | 黑社會《龍厳会》 的成員。 根據撞球店店主的說詞，是他持槍槍殺了千葉雄一。但最終仍因槍傷不治而亡，取出的子彈為日本警方專用子彈。                            | 刘达斌   |
| 原         | 笠松将   | 黑社會《龍厳会》 的成員，在伊沢明夫槍傷時照顧他的人。 | 陈汉祺   |

### 第四、五集[註 5]
| 角色                  | 演員           | 介紹 | 香港配音 |
| 小笠原達三            | 篠井英介       | 慶徳小笠原醫院的院長；25年前安本祥子的手術中，負責主刀的醫師。 隱藏25年前安本祥子醫療失誤，同時陷害柚木啓介，讓法醫屍驗時，檢測出毒物未超標。被安本健一在茶中加氰酸鉀殺害。                                   | 杨智聪   |
| 門田康則              | 飯田基祐       | 慶德小笠原醫院的外科部部長。25年前安本祥子手術的成員之一。 在警察到醫院詢問的過程中突然倒下之後不治身亡，後來查出是被小笠原達三在茶中加金屬銻中毒而亡。                                                       | 劉達斌   |
| 安本健一              | おかやまはじめ | 安本祥子的父親。被小笠原達三在茶中加金屬銻殺害。 | 郭俊廷   |
| 安本祥子              | 松田杏咲       | 25年前在慶徳小笠原醫院因醫療事故而死亡的高中生。實際上是醫療事故， 但被隱瞞成肝血管瘤導致肺動脈栓塞。 | N/A      |
| 和久田昇              | 浜田信也       | 帝德大學醫學院法醫學教室，在兵藤邦昭門下的研究生之一，與伊達明義的同屆同學。 當年因解剖服用氰酸鉀自殺的死亡屍體不慎，加上因為勞累導致抵抗力下降，導致吸入過量氰酸鉀產生的毒性氣體而亡。                       | 黄尉斯   |
| 柚木啓介              | 岡安泰樹       | 柚木貴志的爸爸，生前是慶徳小笠原醫院的醫生。 25年前查出兵藤邦昭解剖報告造假，卻被小笠原達三在茶中加金屬銻中毒，而導致跳樓。同時自己的死因也被施壓造假成自殺身亡，但兵藤邦昭不願以自殺結案，而改寫成意外身亡。 | 黄尉斯   |
| 柚木貴志 （高中時期） | 望月步         | 高中生，不相信父親會自殺。 父親死後，住在兵藤邦昭家中，並決心成為一名法醫。 | 陈汉祺   |
| 柳輝久                | 三輪隆         | 慶徳小笠原醫院的醫師，平時常常性騷擾漂亮的女護理師；25年前安本祥子手術的麻醉科醫師。 突然在路上倒下，之後不治身亡。後來查出是被小笠原達三在茶中加金屬銻中毒而亡。                                             | N/A      |
| 馬場誠二              | 吉倉丈宜       | 慶徳小笠原醫院的醫師；25年前安本祥子手術的第二助手。 突然死於在一家餐館的樓梯轉角。後來查出是被小笠原達三在茶中加金屬銻中毒而亡。                                                                             | N/A      |
| 長谷部麗子            | 澤口夏奈子     | 六本木經營酒店的媽媽桑，但在柳輝久和馬場誠二死亡時間點附近，已經失蹤一周以上，後來被釣客發現死於河邊。 25年前安本祥子手術的護理師。後來查出是被小笠原達三在茶中加金屬銻中毒而亡。                             | N/A      |
| 小笠原達臣            | 並樹史朗       | 25年前慶徳小笠原醫院的院長，小笠原達三的父親。為了隱瞞兒子的醫療疏失，因而請厚生勞動大臣賄絡幫忙隱瞞。 | 郭俊廷   |
| 厚生大臣              | 小杉幸彦       | 25年前的厚生勞動大臣。 不僅受到小笠原達臣的請託而隱瞞醫療事故，同時要求兵藤邦昭隱瞞柚木啓介的司法解剖真相。                                                                                                   | 陳漢祺   |

### 第六集
| 角色       | 演員       | 介紹 | 香港配音 |
| 落合亮一郎 | 渋谷謙人   | 與中園景和中園優同所高中，曾經在程式設計公司上班，自行設計殺人遊戲程式而不被主管採納（因不符合人性），後來自行離職。疑似為連續殺人犯兇手。 | 劉達斌   |
| 野田時人   | 濱正悟     | 程式設計師，和落合亮一郎是同一所高中畢業。頸椎痛、肩膀痛。                                                                                 | 黃尉斯   |
|            | ウダタカキ | 野田的上司，對於野田的設計的變態殺人軟體遊戲，對野田提出品德的批評，覺得品德比作品好玩還重要。                                             | 郭俊廷   |
| 大野里佳子 | 鈴木つく詩 | 被錘子毆打致死的女性上班族。遺體脖子上有字母“20P”。                                                                                        | N/A      |

### 第七集
| 角色     | 演員     | 介紹 | 香港配音 |
| 山本     | 宮地雅子 | 宮島清花在埼玉監獄服刑時的獄警。 宣稱宮島清花在浴室觸電時，案件現場的第一個發現者。                                  | 陳雪瑩   |
| 中島亜希 | 長井短   | 與宮島一起在埼玉監獄服刑時的同房獄友，會互相傾訴煩惱與痛苦。實際上才是宮島清花在浴室觸電時，案件現場的第一個發現者。 | 馮詠恩   |
| 久保田   | 遠山悠介 | 演藝公司的社長，同時也是會田幹彦的手下。                                                                             | 郭俊廷   |
| 山田     | 桜まゆみ | 在北見永士演唱會現場的工作人員，當時為和泉千聖提供現場的錄音。                                                       | 陳雪瑩   |

### 第八集
| 角色     | 演員   | 介紹                                   | 香港配音 |
| 會田沙織 | 稻村梓 | 會田幹彥的妻子。試圖與會田幹彥離婚中。 | 植婉雯   |

### 第九集
| 角色       | 演員       | 介紹 | 香港配音 |
| 奥野       | 廣川三憲   | 北見永士殺人案中，將關鍵監視攝影機的影片，刪除4分30秒的當時品川東署的鑑識人員。之後因為糖尿病與併發症而辭職並住院。 | 陳力航   |
| 奥野的妻子 | 池谷のぶえ | 說服奥野將真相告訴警方。                                                                                            | 陳雪瑩   |

### 其他
| 角色     | 演員     | 介紹 | 香港配音 |
| 佐佐岡充 | 木下鳳華 | 島崎藤一郎議員的秘書。 | 郭俊廷   |
| 島崎楓   | 森川葵   | 清凜大學畢業，島崎藤一郎議員的女兒，曾與北見永士交往而被新聞媒體大肆報導。 是主要的真凶，且常出現在案發現場或嫌疑犯周遭，進行滅證等動作。 | 黎梓彤   |
| 中園優   | 黑崎莉奈 | 中園景的妹妹。 就讀高中時疑被錘子毆打致重傷，脖子上寫上「5P」。目前昏迷不醒。                                                             | 植婉雯   |
| 中園陽一 | 中村誠   | 中園景和中園優的父親。 壽司店東主。 | 楊智聰   |

## 收視率
以下紀錄《Sign～法醫學者 柚木貴志的事件～》節目之全國收視率，紅色表示為該季度最高收視率，藍色則表示為該季度最低收視率。
| 集數 | 播出日期      | 標題               | 編劇     | 導演     | 收視率 |
| ---- | ------------- | ------------------ | -------- | -------- | ------ |
| 1    | 2019年7月11日 | 比賽的開始         | 羽原大介 | 七髙剛   | 14.3%  |
| 2    | 2019年7月18日 | 城市屍體、農村屍體 | 香坂隆史 | 七髙剛   | 9.5%   |
| 3    | 2019年8月1日  | 隱藏的標誌         | 羽原大介 | 山本大輔 | 11.5%  |
| 4    | 2019年8月8日  | NIRS的黑暗         | 香坂隆史 | 山本大輔 | 9.5%   |
| 5    | 2019年8月15日 | 看不見的毒藥       | 香坂隆史 | 片山修   | 10.7%  |
| 6    | 2019年8月22日 | 謀殺案             | 羽原大介 | 山本大輔 | 9.9%   |
| 7    | 2019年8月29日 | 我沒有殺人         | 羽原大介 | 七髙剛   | 10.0%  |
| 8    | 2019年9月5日  | 真兇在此           | 香坂隆史 | 山本大輔 | 11.1%  |
| 9    | 2019年 月 日  | 真相的跡象         | 羽原大介 | 七髙剛   | 12.1%  |